# Dmitrij Nikiforow
Dmitrij Siemionowicz Nikiforow (ros. Дмитрий Семёнович Никифоров, ur. 1917, zm. 1993) – radziecki dyplomata.

## Życiorys
Był członkiem WKP(b), 1940 ukończył Leningradzki Instytut Budownictwa Okrętowego, od 1947 był III sekretarzem, następnie II i do 1951 I sekretarzem Wydziału I Europejskiego Ministerstwa Spraw Zagranicznych ZSRR. W latach 1952–1956 I sekretarz Ambasady ZSRR we Francji, od 1956 I sekretarz, później radca Wydziału I Europejskiego MSZ ZSRR, 1958–1962 zastępca kierownika Wydziału Protokolarnego MSZ ZSRR. Od 9 października 1962 do 6 maja 1966 ambasador nadzwyczajny i pełnomocny ZSRR w Libanie, później zastępca kierownika wydziału MSZ ZSRR, od 13 kwietnia 1968 do 30 kwietnia 1973 ambasador nadzwyczajny i pełnomocny ZSRR w Senegalu i jednocześnie w Gambii.